# 1396
1396. је била проста година.

## Догађаји
- На месту архиепископа пећког и патријарха српског Сава V је наследио патријарха Данила III.

### Јануар
- 25. септембар — Османска војска под командом Бајазита I је потукла хришћанску војску под командом Жигмунда Луксембуршког у бици код Никопоља.
- Побуна Вука Бранковића (1396/1397) - Вук Бранковић је подигао устанак против Османске окупације, али је наредне године ухваћен и заробљен.